# Lythria latevittata
Lythria latevittata är en fjärilsart som beskrevs av Barend J. Lempke 1950. Lythria latevittata ingår i släktet Lythria och familjen mätare. Inga underarter finns listade i Catalogue of Life.